# Calibri (carattere)
Calibri è una famiglia di caratteri humanist sans-serif, molto conosciuto in quanto è stato il carattere di default per Microsoft Office 2007. Sostituì i precedenti default Times New Roman (per Microsoft Word) e Arial (per PowerPoint, Excel e Outlook).
Calibri era uno dei nuovi sei font ClearType occidentali (latino, greco e cirillico) presenti in Microsoft Windows Vista. Calibri è stato il primo carattere sans-serif progettato per essere il default nell'applicazione di word processing Microsoft Office Word.
Calibri è stato disegnato da Lucas de Groot per Microsoft appositamente per sfruttare al meglio la tecnologia di rendering Microsoft ClearType. Ha vinto un premio nella categoria Type System alla Type Directors Club's Type Design Competition nel 2005. Comprende i caratteri degli alfabeti latino, latino esteso, greco e cirillico.
In un esperimento condotto dai ricercatori della Wichita State University, Calibri è risultato il font più popolare per l'uso nell'e-mail, messaggistica istantanea e presentazioni PowerPoint. Ha avuto anche un alto gradimento per l'uso nei siti web. L'esperimento chiedeva ai partecipanti di dare un voto a delle immagini che raffigurano del testo tramite vari tipi di caratteri.
Con Windows 8, Microsoft ha introdotto Calibri light, una versione più sottile di Calibri.
Con LibreOffice 4.4 vengono inclusi i caratteri Caladea e Carlito (con licenza libera, di Huerta Tipográfica), che hanno la stessa metrica e proporzioni rispettivamente dei font Cambria e Calibri di Microsoft, e che quindi possono essere usati come loro sostituti.